# Laurids Ortner
Laurids Ortner (* 26. Mai 1941 in Linz) ist ein österreichischer Architekt und ehemaliger Universitätsprofessor und Hochschullehrer.

## Werdegang
Laurdis Ortner studierte von 1959 bis 1965 Architektur an der TU Wien. Zusammen mit Günter Zamp Kelp und dem Maler Klaus Pinter gründete er 1967 die Architekten- und Künstlergruppe Haus-Rucker-Co in Wien, die bis zu ihrer Auflösung 1992 unter anderem an mehreren documenta-Ausstellungen teilnahm. Mitte der 1980er Jahre wandte sich das Interesse zunehmend konkreten Bauaufgaben zu und so folgte 1987 die Gründung des Architekturbüros Ortner & Ortner Baukunst in Düsseldorf zusammen mit seinem Bruder Manfred Ortner. Ortner lehrte als Professor an der Universität für künstlerische und industrielle Gestaltung Linz (1976–87) und als Professor für Baukunst an der Kunstakademie Düsseldorf (1987–2011). Laurids Ortner ist Mitglied der Künstlervereinigung MAERZ.

## Ehrungen und Preise
- 1986: Kulturpreis des Landes Oberösterreich für Architektur
- 1988 mit Hausrucker & Co, Bene Büromöbel KG: Staatspreis Design für Büroeinrichtungsprogramm C5
- 2014: Großer Kulturpreis des Landes Oberösterreich (Mauriz-Balzarek-Preis)[3]
- 2020: Großer Österreichischer Staatspreis[4][5]